# Gotham by Gaslight
Gotham by Gaslight (conhecido como Gotham City 1889 - Um Conto de Batman no brasil e Gotham sangue e sombra em portugal) é um quadrinho one-shot da DC Comics criado por Brian Augustyn e Mike Mignola, com cores de P. Craig Russell.. A história se passa no século XIX onde uma versão de Bruce Wayne faz sua estreia como Batman apenas para capturar Jack, O Estripador que chegou a Gotham City.
Embora não tenha sido inicialmente rotulado como tal, Gotham by Gaslight é considerado por ser a primeira história Elseworld em que personagens da DC Comics de linhas do tempo ou realidades alternativas são apresentados nessas histórias fora do cânone do Universo da DC. Embora não seja originalmente rotulado como tal, as impressões subsequentes de Gotham by Gaslight tinham incorporados o logo de Elseworlds. O quadrinho ganhou uma sequência, Batman: Master of the Future (1991), também escrito por Augustyn com arte de Eduardo Barreto.
Por volta de 2009 estava sendo desenvolvido um game baseado no quadrinho de mesmo nome. Porém sua produção foi encerrada devido a problemas contratuais.

## Em outras mídias

### Filme
Batman: Gotham by Gaslight ganhou uma adaptação em filme animado lançado em 2018. A adaptação difere significantemente do quadrinho original e inclui elementos de ambos os livros.